# Friedrich Köhler (Erzgießer)

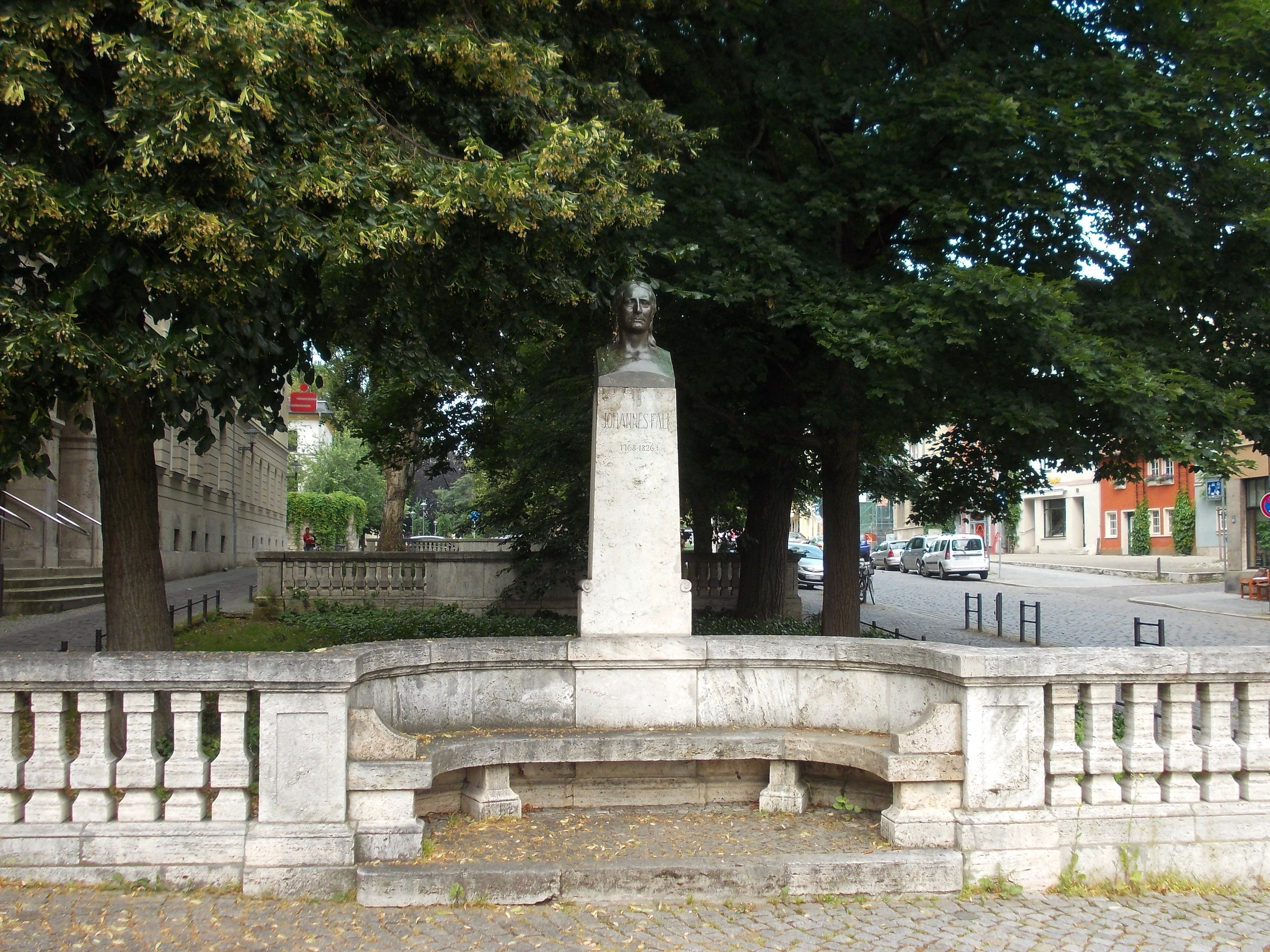
Johannes-Daniel-Falk-Denkmal

Friedrich Köhler (Lebensdaten unbekannt) war ein deutscher Erzgießermeister. Während Gottlieb Elster, mit dem er aus Berlin nach Weimar kam, ab 1910 als Adolf Brütts Nachfolger Leiter der Weimarer Bildhauerschule wurde, übernahm Friedrich Köhler unter diesem die Leitung der dazugehörigen Gips- und Erzgießerei. Die Gießerei bestand bis zum Beginn des Ersten Weltkrieges.
Köhler realisierte auch Bronzegüsse, für die Elster die Vorlagen schuf. Dazu dürfte die des Johannes-Falk-Denkmals von 1913 gehören. Vielleicht gehört auch die 1911 entstandene Figur des Aktenmännchenbrunnen Elsters zu den Bronzen, die Köhler gegossen hatte. 